# Goți
Goții (în Gotică:  Unicode: 𐌲𐌿𐍄𐌰𐌽𐍃, "Gutans") au fost un popor germanic răsăritean. În lucrarea De origine actibusque getarum, Iordanes afirma că goții au părăsit Scandinavia, s-au așezat în apropiere de gurile Vistulei (astăzi în Polonia), și, în secolele III și IV, s-au așezat în Sciția, Dacia de est și părți din Moesia și Asia Mică. În secolele al III-lea și al IV-lea, au reprezentat o mare problemă pentru Imperiul Roman, începând cu momentul retragerii lui Aurelian din Dacia. După anul 200 s-au împărțit în vizigoți (goții de vest) și ostrogoți (goții de est), și au fondat mai târziu state succesive puternice în Imperiul Roman, în peninsula Italică și în peninsula Iberică.

## Istorie

Imperiul Roman sub Hadrian (117-38), conform Germania lui Tacitus (scrisă ca. 100 d.Hr.) și Geographia lui Ptolemeu (ca. 130 d.Hr.), figurând locația poporului Gothones, group est-germanic, atunci trăind pe malul estic al râului Visula Vistula), Polonia de azi

După Iordanes, goții provin din Scandinavia (Scandza), mai precis Gotland (probabil Götaland din Suedia de astăzi). Textul lui Iordanes nu este considerat izvor istoric de încredere, fiind menit să creeze un trecut glorios pentru noua clasă conducătoare.
Ei s-au separat de triburile înrudite, gutar (gotlanderi) și poate "götar" (geați, numiți "gautigoți" și "Ostrogoți" de Iordanes), care sunt uneori incluși în termenul "goți" în secolul I (dar Gutasaga lasă deschisă posibilitatea contactului prelungit). Ei au migrat către sud-est de-a lungul Vistulei în secolul III ("Gothiscandza" lui Iordanes; vezi Cultura Wielbark), așezându-se în Sciția, pe care au numit-o Oium ("Țara apelor"), din secolul al III-lea (vezi Cultura Cerniakov). După relatarea legendară Hervarar Saga, capitala acestui regat era Árheimar, pe Nipru. 
În secolul III, goții s-au împărțit în cel puțin 2 grupuri, tervingii și greuthungii. Tervingii au fost la originea uneia din primele mari invazii "barbare" a Imperiului Roman în 263, Un an mai târziu, au suferit o înfrângere zdrobitoare la Bătălia de la Naissus (Iugoslavia) și au fost împinși peste Dunăre până în 271. Acest grup s-a așezat la nord de râu și s-au stabilit ca triburi independente pe o parte a teritoriilor fostei Dacii.
Ostrogoții conduși de regele lor Ermanric (Hermanric), i-a supus pe slavii și finii vecini și formau un imperiu puternic ce cuprindea aproape toată Rusia meridională. Invazia hunilor din 375 d.Ch. îi găsește pe goți divizați religios și politic. Astfel că ostrogoții cad sub lovitura hunilor și devin supuși acestora. Vizigoții se retrag peste Dunăre, unde primesc pământ în Moesia și Tracia, pe când Dacia părăsită de ei cade în mâinile noilor năvălitori. În Peninsula Balcanică, dar și în Dacia, vizigoții au fost conduși de regele Athanaric.
Atât greutungii cât și tervingii au fost puternic romanizați în secolul al IV-lea ca urmare a comerțului cu bizantinii și a legăturilor militare cu aceștia. În această perioadă ei s-au convertit la arianism. Începând cu 370, hunii au început să pună presiune pe regatul ostrogot, și, ca urmare, regele terving, Fritigern a cerut împăratului roman Valens, în 376, permisiunea de a se așeza pe malul sudic al Dunării. Valens le-a permis să traverseze fluviul, probabil pe la fortăreața Durostorum , dar, ca urmare a unei foamete, a izbucnit un război ce s-a terminat cu moartea împăratului în Bătălia de la Adrianopol.	

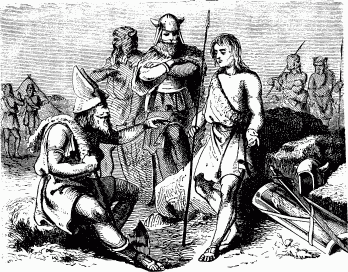
Imaginare a goților în timpul unui campanii, a unui artist din sec. 19, după descrierile adversarilor romani din secolele 3-4.

Vizigoții sub Alaric I au jefuit Roma în 410. Honorius le-a oferit vizigoților Aquitania, unde i-au înfrânt pe vandali, și în 475 ei deja stăpâneau cea mai mare parte a peninsulei Iberice. În cele din urmă, ei au ocupat Spania, înființând acolo un regat având capitala la Toledo, unde s-au menținut multă vreme sub Theodoric I și Theodoric II, până când sunt înfrânți și supuși de arabi (711).
Între timp, ostrogoții s-au eliberat de sub stăpânirea hună după Bătălia de la Nedao din 454. Începând cu 488, regele Teoderic cel Mare a cucerit întreaga Italie. Regele Teodoric cel Mare i-a unit pentru scurt timp pe goți când a devenit regent al regatului vizigot în urma morții lui Alaric al II-lea în Bătălia de la Vouillé în 507. Procopius, scriind în această perioadă, interpretează numele de "vizigot" ca însemnând "got apusean", iar cel de "ostrogot" ca însemnând "got răsăritean" corsepunzător așezării geografice a teritoriilor gote din acea perioadă. Regatul ostrogot a existat până în 553 sub Teia, când Italia a fost pentru scurt timp din nou ocupată de bizantini, până la cucerirea longobardă în 568. Regatul vizigot a rezistat mai mult, până în 711 sub Roderic, când a cedat în fața invaziei umayyade a Andaluziei.
Printre alte surse importante asupra istoriei mai târzii a goților se numără "Historiae" a lui Ammianus Marcellinus, care menționează implicarea goților în războiul civil dintre împărații Procopius și Valens din 365 și descrie războiul gotic (376-382), și "de bello gothico" a lui Procopius, ce prezintă războiul gotic (535-552).

## Goții pe teritoriul României

### Teoria migrației de la Marea Baltică
În secolul I, goții sunt identificați cu cultura arheologică Wielbark în regiunea Vistulei inferioare, lângă Marea Baltică, de unde, aflați în expansiune, pleacă în a doua jumătate a secolului II, spre sud. Pe la anul 200 ei ajung în stepele din nordul Mării Negre și ocupă în prima jumătate a secolului III teritoriul dintre Prut și gura Hypanislui cu cetățile Olbia (la gura Bugului) și Tyras, (la gura Nistrului), zonă identificată din punct de vedere arheologic cu cultura Sântana de Mureș-Cerneahov.

### Teoria difuziei
Conform unor istorici moderni precum Michael Kulikowski, teoria migrației goților de la Marea Baltică are ca fundament textul contestabil din punct de vedere al acurateței al istoriei goților de Iordanes. Din punctul de vedere al acestor istorici, goții au apărut ca urmare a interacțiunii populației germanice cu Imperiul Roman.

### Ripa Gothica
Ripa Gothia este o regiune din Imperiul Bizantin menționată de Flavius Dalmatius. și care se presupune că se întindea între Dunăre și Brazda lui Novac (limes Moesiae).

### Așezările goților
Unii istorici cred că orașul goților era situat în fortul abandonat de romani la Pietroasele în județul Buzău. Au fost descoperite de asemeni locuințe ale nobililor goți similare cu cele de tip villa ale romanilor, locuințe luxoase decorate cu vitralii de sticlă. O astfel de descoperire s-a făcut în Republica Moldova.

### Războaiele cu imperiul roman
Ca urmare a amenințării goților, Imperiul Roman fortifică fortărețele de la Dunăre. În 238 este construit podul de piatră de la Celeii între Sucidava și Oescus și, cel mai probabil, este construit valul de pământ, parte a limes Moesia, de la Drobeta până la Siret.
Prima năvălire a goților spre Dunăre a avut loc în anul 238. Din acest moment, timp de aproape 50 de ani, au jefuit zona cuprinsă între Dacia și Grecia și au ajuns chiar și până în nordul Asiei Mici.
Printre obiectivele mai importante care le-au căzut victime s-a aflat și cetatea Histria din Sciția Minor, situată în sudul Deltei Dunării, care a fost incendiată. În urma acestor atacuri, goții se retrăgeau în grabă, încărcați de prăzi. De multe ori au atras în capcane trupele romane, producându-le mari daune, după care, au pustiit iarăși teritoriul cotropit.
În primăvara anului 250, s-a produs invazia sub comanda regelui Kniva, alături de care se aflau și o serie de alte neamuri cum ar fi carpii, și care a avut ca țintă provinciile romane: Dacia, cele două Moesii și Tracia. În timp ce carpii s-au despărțit de goți și au urcat prin Valea Oltului în Dacia romană, regele Kniva a trecut Dunărea în Moesia Inferior. Un al treilea corp de armată condus probabil de Argaithus și Gunthericus, trecuse Dunărea de Jos și intrase în Dobrogea pentru ca ulterior să ajung până la orașul Philippopolis (Plovdiv). Legatul roman al Moesiei, Trebonianus Gallus, i-a respins pe goți la Novae (Șiștov), însă Kniva a continuat să înainteze până la Philippopolis pentru a face joncțiunea cu cealaltă armată. Decius, care a devenit mai târziu împărat între 249 - 251, a reușit să-i respingă pe carpi din Dacia romană, a încercat să depresurizeze fără succes și Philippopolisul, însă a fost nevoit să se retragă în fortificația lui Trebonianus. 
Orașul asediat a cedat în vara anului 250. Următoarea confruntare dintre romani și goți a avut loc în vara anului 251, în care cad pe câmpul de luptă atât Decius cât și fiul său. Trebonianus a salvat cu greu resturile armatei, care l-a proclamat împărat (251 - 253), dar care a fost nevoit să-i lase pe goți să plece cu o pradă bogată. O nouă invazie importantă a avut loc în 253, an în care guvernatorul Moesiei Inferior, Aemilianus câștigă, după care devine împărat (253). Totuși, victoriile lui Aemilianus nu i-au intimidat pe goți, neputând îmbunătăți situația provinciilor romane din Balcani, și mai mult, în anul următor, invazia goților a ajuns până la Salonic, producând mari pagube.
În timpul domniei împăratului Gallienus (260 - 268), când Imperiul Roman era slăbit datorită tulburărilor interne, provocate de mai mulți pretendenți la tron, cea mai mare parte a Daciei a căzut în mâinile năvălitorilor (goții si alți migratori). Împăratul Aurelian (270 - 275), încercând restaurarea granițelor imperiului, face o expediție împotriva goților din Dacia, dar, cu toată victoria repurtată asupra lor, în urma căreia ia titlul de "Gothicus maximus" și "Dacicus maximus", el nu mai poate restabili ordinea de mai înainte în Dacia. Astfel că, Aurelian încheie pace cu goții, cedându-le Dacia ca unor federați ai Imperiului Roman, cu îndatorirea de a păzi limita dunăreană (271). Așadar, găsim în Dacia următoarele triburi de goți: taifalii și victoalii. Așezările goților în Dacia cuprindeau numai câmpia răsăriteană (Moldova cu partea estică a Țării Românești), în timp ce în partea centrală și muntoasă a provinciei, care fusese cel mai mult colonizată și romanizată în timpul guvernării romane, continua să locuiască populația daco-romană, rămasă aici după retragerea legiunilor și a administrației romane peste Dunăre (în Dacia Aurelia). Această populație daco-romană a rămas sub stăpânire gotică. După așezare, goții se împărțeau in "vizigoți" (goți apuseni, ramura tervingilor), care locuiau în câmpia răsăriteană a Daciei și pe Nistru, și în "ostrogoți" (goți răsăriteni), care locuiau la est de Nistru.

### Invazia Hunilor
Invazia hunică din anul 376 a modificat dominația goților pe Dunărea de Jos. Sub impactul acestei invazii o mare parte a goților au trecut Dunărea în Imperiu, condiții în care demografia și compoziția etnică a regiunii s-a schimbat din nou. În mod firesc orizontul arheologic a avut și el de suferit. Descoperirile de tip Sântana de Mureș au intrat într-o perioadă de declin. Athanarich a încercat să organizeze o rezistență pe valul roman dar a fost părăsit și s-a repliat. Există o dispută între istorici privind constructorii valului pe care Antharic a încercat să realizeze apărarea, acesta se întinde de la Nistru peste Siret și este atribuit fie romanilor fie goților.

#### Caucaland
În textele lui Ammianus Marcellinus se face referire la un teritoriu al goților numit Caucalandenses locus, acest teritoriu este identificat de unii istorici ca fiind Valea Strâmbă în județul Mureș. Este zona unde Atanaric a încercat o ultimă rezistență, în fața invaziei hunilor, în zona numită „Caucaland" și „apărată de înălțimea pădurilor și a munților... gonind de aici pe sarmați". Unii istorici încă mai consideră, cel mai probabil, că zona aparține Carpaților de Curbură sau de Transilvania de Sud-Est.
După invazia hunilor din 376, Goții se retrag, și odată cu ei dispare din 381, cu toate formele ei cultura Sântana de Mureș.

## Creștinism
Prin contactul cu Imperiul Roman, printre goți se propagă, mai ales la vizigoții din Dacia, creștinismul. Primul episcop arian Wulfila (Ulfilas), care în 348 d.Ch. este silit să se retragă cu un grup de credincioși peste Dunăre, în Imperiul Roman, din cauza persecuțiilor din partea goților păgâni, traduce Biblia în limba gotică. Alți propovăduitori ai creștinismului la goți, între care sunt cunoscuți Sfântul Nichita și Sfântul Sava (gotul), au suferit martirajul în Dacia. Dar, cu toate persecuțiile, creștinismul se răspândește în general sub forma arianismului, așa că, în curând, cea mai mare parte a vizigoților devin creștini, deosebindu-se, astfel, tot mai mult de ostrogoții păgâni.

## Controverse
Controversa cea mai des intâlnită este legată de confuzia dintre geți și goți. Multe dintre faptele geților sunt atribuite goților, datorită nesiguranței istoriilor lui Iordanes. Datorită acestor confuzii, faptele și istoria geților și a dacilor au pătruns în cărțile de istorie ale unor popoare germanice.
Principala sursă scrisă, dar singura care atestă teoria migrației de la Vistula la Marea Neagră, pentru istoria timpurie a goților este Getica (și nu Gotica, cum ar fi trebuit în cazul Goților) - De origine actibusque getarum de Iordanes (terminată în 551), un rezumat al unei istorii a goților în 12 volume scrisă în Italia de Cassiodorus, astăzi pierdută. Unii autori au presupus că Iordanes nu ar fi avut la dispoziție respectiva lucrare pentru a o consulta, și au tratat lucrarea cu circumspecție. Cassiodorus era un oficial important al lui Teodoric cel Mare, care, se pare , că ar fi ascultat unele cântece gotice (carmina prisca) care vorbeau despre originile lor tradiționale. Studii recente pun serios la îndoială acest fapt. Un scop al scrierilor lui Cassiodorus ar fi fost să dea un trecut glorios clasei conducătoare gotice - ca replică trecutului familiilor senatoriale romane.
Iordanes identifică goții cu geți, după mărturia lui Orosius Paulus 
Mai mulți istorici, între care Peter Heather și Michael Kulikowski, au afirmat că "Getica" prezintă o genealogie fictivă a lui Teodoric și o istorie ficțională a goților din motive de propagandă, și pun sub semnul întrebării originea lor scandinavă, presupusele dinastii regale și presupusul regat al lui Ermaneric din secolul al IV-lea.